# Limnonectes paramacrodon
Espèce
Synonymes
- Rana paramacrodon Inger, 1966

Statut de conservation UICN

 NT  : Quasi menacé
Limnonectes paramacrodon est une espèce d'amphibiens de la famille des Dicroglossidae.

## Répartition
Cette espèce se rencontre en dessous de 200 m d'altitude en Indonésie au Kalimantan et à Natuna Besar, au Brunei, en Malaisie, à Singapour et dans le sud de la Thaïlande.

## Description
Le mâle holotype mesure 73,2 mm.

## Publication originale
- Inger, 1966 : The systematics and zoogeography of the amphibia of Borneo. Fieldiana, Zoology, vol. 52, p. 1–402 (texte intégral).